# Newcastle Island Marine Park
Newcastle Island Marine Park är en park i Kanada.   Den ligger i Regional District of Nanaimo och provinsen British Columbia, i den sydvästra delen av landet, 3 600 km väster om huvudstaden Ottawa. Newcastle Island Marine Park ligger 61 meter över havet. Den ligger på ön Newcastle Island.
Terrängen runt Newcastle Island Marine Park är platt åt nordost, men åt sydväst är den kuperad. Havet är nära Newcastle Island Marine Park åt nordost.Närmaste större samhälle är Nanaimo, 2,6 km söder om Newcastle Island Marine Park. 
Runt Newcastle Island Marine Park är det tätbefolkat, med 397 invånare per kvadratkilometer.